# Auststeinen
Auststeinen är en kulle i Antarktis. Den ligger i Östantarktis. Norge gör anspråk på området. Toppen på Auststeinen är 2 124 meter över havet.
Terrängen runt Auststeinen är huvudsakligen platt, men söderut är den kuperad. Trakten är obefolkad. Det finns inga samhällen i närheten.